# Jacobus Christiaan Kwinkelenberg
Jacobus Christiaan Kwinkelenberg  (Den Helder, 11 juli 1921 - Neuengamme, 23 november 1943) was een Nederlandse Engelandvaarder.
Kwinkelenberg was een jonge timmerman toen de Tweede Wereldoorlog uitbrak. Hij ging meteen in het verzet. Samen met drie Helderse zeilvrienden, die ook timmerman waren, maakte hij plannen om naar Engeland te gaan. In een gehuurde autobox aan de Ruyghweg knapten ze een bootje op. Ze maakten een zeiltje, pikten een mast en proviand van de Duitsers. Ook hadden ze een paar blikken vlees gevonden in het huis van een NSB'er. Voordat ze vertrokken was dat vlees door een onbekende weer ontvreemd.
Op 15 februari 1942 leek het een goede dag om te vertrekken. Met Hendrik Jan Aberson (1916), Albert de Gier (1921) en Christiaan Jan Reyers (1921) tilde hij de boot op een handkar om hem naar de duinen te rijden. Toen het donker werd, namen ze de boot op de schouders en liepen naar het strand van Callantsoog. Toen ze op zee waren, kwam er storm. De mast ging overboord en er kwam veel water in de boot, te veel om door te varen. Terug bij het strand lieten ze de gehavende vlet achter. Ze zochten beschutting bij een barak van de Luchtbeschermingsdienst en wandelden later terug naar huis. Ze vergaten echter een tas in de boot, waardoor de Duitsers hun nog diezelfde avond konden arresteren. Ze werden naar het Oranjehotel in Scheveningen gebracht en verhoord. Na vier maanden werden ze naar het Huis van Bewaring in de Gansstraat in Utrecht gebracht, en vandaar naar diverse kampen in Duitsland. Geen van allen overleefde de oorlog. Kwinkelenberg overleed in concentratiekamp Neuengamme.